# Колчедан (село)
Колчеда́н — село в Каменском районе Свердловской области России. Входит в Каменский муниципальный округ.
Ранее было центром Колчеданского сельсовета Каменского района.

## География
Село Колчедан расположено в 19 километрах (в 20 километрах по автодороге) к востоку-юго-востоку от города Каменска-Уральского, на левом берегу реки Исети, в месте впадения в неё небольшой реки Колчеданки. На противоположном берегу Колчеданки расположено село Соколова. Колчедан находится вблизи границы Свердловской и Курганской областей. В полутора километрах южнее села, находится выработанное Соколовское месторождение бокситов (названо по ближайшей деревне). Со временем на месте карьера образовался глубокий водоём, который теперь называется озеро Хасан.

## История
Название село получило в честь соответствующих семейств минералов колчеданы (серный колчедан, или пирит FeS2), который добывался 200−300 лет назад в окрестностях реки Колчеданки для производства серы.
Колчеданский острог был основан казачьим атаманом Белошейкиным (Исетский казак) в 1650 году как один из передовых форпостов для защиты от нападений башкир. Причина постоянных нападений на Колчеданское поселение была связана с тем, что казаки в ходе стремительного расширения России на восток, отторгли эти территории у местного башкирского населения. Наравне с Катайским, Шадринским, Арамильским, Белоярским, Багаряцким и другими, Колчеданский острог входил в опорную Исетскую Линию форпостов, прикрывавшую Исетскую провинцию. Впоследствии острог был переименован в Колчеданскую слободу, затем в село Колчедан (Колчеданское). Первыми поселенцами были беглые крестьяне из центра России, а также вольные люди с Волги, Дона и Днепра.
О том, что строительство острога было острой необходимостью в те времена, свидетельствует ряд событий. Летом 1709 года (во время Башкирского восстания в 1704—1711 годах) Колчедан разграбили и сожгли отряды хана Алдербая Исакова (баш. Алдар Исекеев). В 1736 году башкирские отряды Попени и Майдера вновь сожгли Колчедан (в ходе Башкирского восстания 1735—1740 годах), многих колчеданцев угнали в плен и продали в Бухаре в неволю. Башкирские восстания XVI—XVII веков были спровоцированы непоследовательной и противоречивой национальной, религиозной (насильственная христианизация башкир) и экономической (завышенные налоги) политикой царских властей относительно башкирского населения.
Российский путешественник и естествоиспытатель академик И. И. Лепёхин писал в 1770 году о Колчеданской слободе: «Как наименование речки, так и слободы весьма сходно с самим делом: ибо по падям Колчеданки валяется минерал того же названия, который на берегу реки Исети показывается…». О самом Колчедане учёный писал: «Колчеданская слобода укреплена деревянным срубом с двумя башенками и воротами…». Лепёхин побывал на горе Боровой, там, где шла добыча наждачного камня, внимательно осмотрел добычу: «Жерновой камень крестьяне добывают и, отделив, продают окольным жителям, от чего своё пропитание имеют». Его поразили очень тяжёлые условия труда каменотесов, их терпимость: «Такие несчастные люди нередко года по два домов своих не знают, а бедовые бабы, посеяв хлебец и, сжав, везут на базар». Рудник занимал площадь не менее 300 гектаров. Жерновой камень шёл для исетских мельниц. В самом Колчедане и вблизи его действовало до десятка раструсочных мельниц, в том числе и нижнетагильского изобретателя Ушакова, выведенного Д. Маминым-Сибиряком в романе «Хлеб» в образе Колобка. О Колчеданской слободе информация И. И. Лепёхина попала и в Энциклопедический словарь Брокгауза и Ефрона и Большую советскую энциклопедию.
Жители Колчедана часто открыто и жестко противодействовали царским и местным властям, пытавшимся как можно сильнее закабалить крестьян. В 1703 году многие колчеданцы сбежали от облавы А. Демидова, пытавшегося заставить их выполнять заводские повинности. В 1722 году они с негодованием и дубинами выступили против приписки их к Каменскому заводу. Колчеданцы были в центре восстания 1759—1763 годов против приписки их к Сысертским заводам А. Турчанинова, затем в 1774 году в крестьянской войне под руководством Е. И. Пугачёва и в «картофельном бунте» 1842—1843 годов свободолюбие жителей Колчедана, деревень Соколова и Бурнина выразилось в ставшей широко известной экзекуции над священниками и дьячками, которую они учинили во время, так называемого, «картофельного бунта». Колчеданцы заставили искупаться священников в реке Исети и передёргивали их под водой между двумя прорубями вблизи деревни Водолазово с требованиями выдать им якобы намеренно скрытый от них местными властями царский указ с утверждением вольности крестьян уральцев. Государственное навязывание картофельных посадок в те времена крестьяне восприняли как предтечу к барскому закрепощению. В действительности, такого царского указа не существовало, а волнения Колчеданских крестьян были обусловлены слухами на почве невнятной информационной политики царского правительства в неурожайные 1842 и 1843 годы и памятью о своём многовековом рабстве. Более 100 лет Колчеданцы восставали и гибли, чтобы отстоять своё право быть вольными землепашцами.
Путешественник и фотограф Сергей Прокудин-Горский в 1910 году, написал в отчётах: «Колчеданское село находится в 19 верстах от Каменского завода. Село большое и богатое, известно производством жерновов для мукомольных мельниц, месторождениями серного колчедана, каменного угля, янтаря и селенитов. Из достопримечательностей села отметим: 1) храм — очень хорошей архитектуры, большой, каменный; 2) памятник Императору Александру III, находится за селом на старом кладбище. Он представляет собой каменную усечённую пирамиду, верхушка которой увенчана Императорской короной, покоящейся на четырёх каменных столиках; 3) монастырь женский».
История женской монастырской общины в селе начинается с 1850 года. В 1877 году в колчеданской общине было завершено строительство каменного храма. Насельницы занимались ткачеством, переплётом книг, иконописью, златошвейным и белошвейным ремеслом. По воспоминаниям старожилов Колчедана, монастырь имел табун лошадей. А за монастырской оградой благоухали яблоневым ароматом сады, куда тайком лазила полакомиться колчеданская детвора.
В 1916 году село относилось к Колчеданской волости. В 1928 году Колчедан входил в Колчеданский сельсовет Каменского района Шадринского округа Уральской области. В 1932—1940 годах село Колчедан было центром весьма успешной экспедиции известного уральского геолога Н. А. Каржавина по поиску залежей бокситов. Во время Великой Отечественной войны месторождение на 50 — 70 % обеспечивало производство алюминия для военных самолётов СССР на базе Уральского алюминиевого завода в соседнем городе Каменск-Уральский.
После Великой Отечественной войны в Колчедане был построен крупный железобетонный завод. Начиная с 1932 года в селе существовала Колчеданская машинно-тракторная станция. На её базе в 1958 году образован совхоз «Колчеданский». Первым директором совхоза был рабочий 25 тысячник — Хандурин Николай Ефимович (1903—1978).

## Религия

### Сретенская церковь
В 1825 году была заложена каменная, трёхпрестольная церковь, главный храм которой был освящён в честь Сретения Господня в 1848 году, правый придел был освящён во имя святого Николая, архиепископа Мирликийского в 1879 году, левый придел — во имя апостолов Петра и Павлаа в 1882 году. Церковь была закрыта в 1930-е годы, а после снесена.

### Покровский женский монастырь
Монастырь был основан крестьянкой Татьяной Титовой в 1850 году. В 1877 году была построена каменная, трёхпрестольная церковь, которая была освящена в честь Покрова Пресвятой Богородицы 18 декабря 1877 года, правый придел был освящён во имя апостола Иоанна Богослова 2 октября 1893 года, левый придел был освящён во имя прав. Симеона Верхотурского 23 ноября 1895 года. Монастырь был закрыт в 1920-е годы, а церковь снесена.

### Сретенский молитвенный дом
В 1996 году был построен каменный, однопрестольный дом, который был освящён в честь Сретения Господня.

## Население
| 1869 | 1904  | 1926  | 2002  | 2010  | 2021  |
| ---- | ----- | ----- | ----- | ----- | ----- |
| 605  | ↗1081 | ↗1460 | ↗2463 | ↘2318 | ↘2145 |

| Структура населения | Структура населения | Структура населения | Структура населения | Структура населения | Структура населения |
| Год                 | 1869                | 1904                | 1926                | 2002                | 2010                |
| Мужчин              | 308 (50.9 %)        | 528 (48.8 %)        | 705 (48.3 %)        | 1112 (45.44 %)      | 1078 (46.5 %)       |
| Женщин              | 297 (49.1 %)        | 553 (51.2 %)        | 755 (51.7 %)        | 1335 (54.56 %)      | 1240 (53.5 %)       |
| дворы               | 75                  | 178                 | 305                 | -                   | -                   |
| ------------------- | ------------------- | ------------------- | ------------------- | ------------------- | ------------------- |

В переписи 1904 года отдельно отмечались принадлежность жителей Колчедана к сословиям. Отмечено, что из числа всех жителей в Колчедане земледелием не занималось 73 человека. В числе них 31 человек мужского и 42 женского пола. Причём, явно указано, что речь идет о разночинцах, которые не были приписаны к сельскому обществу Колчедана. Эти люди проживали на 15 дворах. Из 163 колчеданских дворов, приписанных к сельской общине, только в 2 дворах не занимались земледелием.
В советской переписи 1926 года отмечалась национальная принадлежность жителей, 100 % жителей села были русскими. На ж/д ст. Колчедан жили 28 русских и 8 белорусов. Подобное явление встречалось и на других соседних ж/д станциях с вариацией национальной принадлежности жителей (украинцев, немцев и зырян). Отмечено, кроме того, расстояние в километрах до благ цивилизации от центра села Колчедан. Так до ближайшей школы I ступени было 0 км, до больницы 21 км, до фельдшерского и ветеринарного пунктов 0 км, до телефонной станции 21 км, до телеграфа 3 и до почты 21 км.

## Экономика
В посёлке действует сельское предприятие — Колчеданский производственный сельхозкооператив, образованный на базе Колчеданского совхоза. Работает завод по производству железобетонных плит по технологии «предварительно напряжённого железобетона». Завод принадлежит Уральскому тресту предприятий строительных материалов АО «Уралтранстром».

## Образование
Первое образовательное учреждение — трёхклассовая церковно-приходская школа была открыта в селе Колчедан в 1845 году. Для школы было построено специальное здание на высоком берегу реки Исеть, рядом с церковью, его видно на снимке Прокудина-Горского на заднем плане. В 1871 году церковно-приходская школа передана земству на содержание и переведена из разряда церковно-приходской в разряд мужского училища в котором занималось 68 человек.
В 1861 году при Колчеданском женском монастыре было открыто женское училище, в котором обучалось 54 девочки от 7 до 15 лет. В 1895 году в Колчедане открывается начальное реальное училище, для которого в 1898 году было построено специальное двухэтажное здание из красного кирпича. В 1924 году на базе закрытого женского монастыря была создана детская трудовая коммуна (ДТК). В 1929 году трудовая коммуна переименована в детский дом. В 30-е годы XX века в Колчедане была начальная 4-х классная школа.
В 1940 году открывается школа-семилетка, которая размещалась в нескольких зданиях, но основным из них было здание народного товарищества. В начале 50-х годов в селе открылась средняя школа. В 1960 году построено двухэтажное кирпичное здание школы.
В настоящее время в селе работает МКОУ «Колчеданская средняя школа» с обучением детей до 11 класса по стандартному набору курсов. В селе находится Колчеданская специальная (коррекционная) образовательная школа-интернат (СКОШИ) VIII вида.
В селе также имеется Колчеданское профессиональное училище, обучающее по очень широкому набору специальностей (водителей, трактористов, слесарей, автомехаников, каменщиков, штукатуров, маляров, поваров и кондитеров). Училище обучает на базе основного общего образования (9 классов) со сроком обучения 1-3 года с получением среднего (полного) общего образования.

## Здравоохранение
Колчеданская участковая больница была открыта в 1943 году. В 60-х годах XX века в ней имелось около 75 койко-мест. Она была размещена в типовом двухэтажном здании. Работало несколько отделений — терапевтическое, хирургическое, детское, инфекционное. Имелись рентгеновский, физиотерапевтический, процедурный и стоматологический кабинеты. В настоящее время существование участковой больницы в Колчедане находится под вопросом.

## Инфраструктура
Транспорт
По центру села проходит автодорога межобластного значения Екатеринбург — Курган с курсирующими по ней автобусами и маршрутками. По этой трассе расположены в порядке перечисления: Екатеринбург — Каменск-Уральский — Колчедан — Катайск — Далматово — Шадринск — Курган. В трёх километрах от Колчедана проходит оживлённая железнодорожная двухпутная магистраль Екатеринбург — Курган, где расположена станция Колчедан.
Улицы села
| Список улиц | Список улиц | Список улиц |
| #           | Тип         | Название    |
| ----------- | ----------- | ----------- |
| 1           | улица       | Беляева     |
| 2           | улица       | Гагарина    |
| 3           | улица       | Заводская   |
| 4           | улица       | Зелёная     |
| 5           | улица       | Калинина    |
| 6           | переулок    | Калинина    |
| 7           | улица       | Камышевская |
| 8           | улица       | Кирова      |
| 9           | улица       | Ленина      |
| 10          | улица       | Набережная  |
| 11          | улица       | Новая       |
| 12          | улица       | Советская   |

## Достопримечательности и культура
В 1897 году в Колчедане появилась сельская библиотека. На сегодняшний день, она является одной из самых старейших на Урале, в 2012 году в библиотеке отметили 115-летний юбилей). Начиная с 1996 года библиотека носит имя И. Я. Стяжкина который в 1909 году подарил ей 750 книг. По данным 2010 года у библиотеки было 1113 читателей. В библиотеке работают досуговые клубы для детей «Домовёнок», для молодёжи «Ровесники», а также клуб семейного чтения «Доброе слово» и клуб общения для женщин «Гармония».
В 1908−1910 годах известный фотограф Сергей Прокудин-Горский, путешествуя по Уралу, сделал цветную фотографию села. На снимке видны довольно ухоженные дома с никелированным отблеском крыш, расположившиеся в «треугольнике» между речкой Колчеданкой и долиной реки Исеть. На главной улице расположено большое религиозное сооружение с двумя куполами с разновеликими шпилями. Вблизи него располагалась ещё одна церковь, очевидно, принадлежавшая женскому монастырю, расположенному в Колчедане на месте бывшего острога. В советское время эти сооружения, кроме некоторых, были полностью убраны. Одно из двухэтажных сооружений использовалось в советское время как школа для 1 — 4 классов. На бывшей территории монастыря в советское время располагалась Школа-интернат для детей сирот. В 1914 году напротив монастырских построек был поставлен представительный одноэтажный дворец из красного кирпича. В советское время использовался как дом культуры и кинотеатр на 200 мест.
В книге геолога Евгения Барбот де Марни указано, что в окрестностях села на левом берегу Исети найдено единственное на Урале месторождение янтаря.
Памятники
На территории села имеется монумент, посвящённый бойцам Красной армии времён Гражданской войны 1918−1921 г. В братской могиле захоронены Дмитрий Липин, Степан Морозов, Николай Пермяков и трое неизвестных красноармейцев, погибших под селом в июле 1918 года в боевых действиях против белой Сибирской армии, развивавшей тогда наступление на Екатеринбург.
В парковом комплексе в центре села установлен памятник (с вечным огнём) с высеченными на нём именами односельчан, героически погибших во время Великой Отечественной войны в 1941—1945 годах.